# Éric Struelens
 (juillet 2023).
Si vous disposez d'ouvrages ou d'articles de référence ou si vous connaissez des sites web de qualité traitant du thème abordé ici, merci de compléter l'article en donnant les références utiles à sa vérifiabilité et en les liant à la section « Notes et références ».
 (août 2025).
- Si vous ne connaissez pas le sujet, laissez ce bandeau (vous pouvez alors contacter les auteurs).
- Si vous supprimez le contenu mis en cause (vous pouvez préalablement contacter les auteurs),

argumentez précisément cette suppression dans la page de discussion
(un manque de référence n'est pas un argument ; une recherche réelle de référence doit avoir été effectuée, être formellement documentée).
Éric Struelens, né le 3 novembre 1969 à Watermael-Boitsfort (Bruxelles, Belgique), est un ancien basketteur belge évoluant au poste de pivot. Multiple champion de Belgique dans les années 1990, il poursuit sa carrière au plus haut niveau en France et en Espagne, remportant des titres avec le PSG Racing et le Real Madrid. Reconverti entraîneur, il continue simultanément sa carrière de joueur au niveau amateur après sa retraite professionnelle en 2007. Il est également connu, pour être le seul joueur belge à avoir affronté Michael Jordan.

## Biographie
Il passa sa jeunesse à Bruxelles et commença à jouer au basket ball à l'âge de treize ans. La première équipe qui l'accueillit, fut l'Arena Wemmel, une équipe de 4e provinciale. Il joue d'abord dans leur équipe de réserve, mais vu que l'équipe première connaissait des problèmes au niveau de sa défense et manquait de grands joueurs, il fut très vite propulsé dans l'équipe première.
Ensuite, il fut transféré dans l'Excelsior Bruxelles qui jouait à un niveau supérieur. C'est à l'âge de quinze ans qu'il commença à travailler ses fondamentaux. Il resta à l'Excelsior pendant trois années et connut avec cette équipe l'ascension en 4e nationale. Il fréquenta également les sélections jeune de la province de Brabant et l'équipe nationale junior. C'est grâce à cette plate forme qu'il fut repéré par M. Van Kersschaever, entraîneur de Maes Pils Malines. Après avoir réussi ses examens, il signa l'année de ses 18 ans, son contrat dans l'équipe malinoise. Les dirigeants du club l'envoyèrent à Fresno (États-Unis) pour améliorer sa technique.
À la suite de sa première saison jouée à Malines, il fut élu révélation de l'année. Deux ans après, il reçut le titre de joueur de l'année. À 22 ans, on lui décerna à nouveau ce même titre. Ensuite, il signa un contrat pour jouer dans l'équipe des Spirou Charleroi.
Durant sa carrière dans la compétition belge, Éric Struelens remporta sept titres de champion de Belgique, à savoir six titres avec Malines et 1 avec Charleroi. Il remporta également quatre coupes de Belgique, dont trois avec Malines et une avec Charleroi. C'est pendant qu'il jouait les play offs qu'il fut remarqué par plusieurs équipes européennes et qu'il reçut plusieurs offres. Son choix se porta sur l'équipe de Paris. Avec cette équipe, il arriva à remporter le titre de champion de France. On lui décerna aussi le titre de meilleur joueur bosman de la saison. La deuxième année passée dans le club français fut moins fructueuse.
Cette même année, il reçut une proposition très intéressante du club espagnol, Real Madrid. Après beaucoup de discussions entre son club et le club espagnol, il y eut un accord et il put partir en compagnie de sa famille pour l'Espagne. C'est pendant sa deuxième saison jouée dans la ligue espagnole qu'il remporta le titre de champion. Il y joua encore durant deux années. Et c'est aussi avec cette équipe qu'il joua dans l'Euroligue. Mais à la suite de la volonté du club de rajeunir son effectif, Éric dut quitter l'équipe.
Il décida de venir renforcer le noyau de Garone, qui elle, située plus bas dans le classement, avait des objectifs totalement différents de ceux du Real Madrid. Il y resta en tout 3 ans. En 2005, il s'en alla pour jouer durant quelques mois dans l'équipe grecque de Panellinos.
C'est en 2005 qu'il décida de retourner vers sa Belgique natale. Là, c'est l'Atomia Brussels qui l'engagea. Finalement, c'est en mai 2007 qu'Éric Struelens décida d'arrêter définitivement sa carrière de joueur professionnel. Néanmoins, il restera actif au sein du staff technique de l'équipe bruxelloise et jouera aussi en Division 3 à Excelsior pour la saison 2007/2008. Champion 2008/2009 en division 3 avec l'Excelsior.

## Clubs
- 1985 - 1987 :  Arena Wemmel (4e division Provinciale)
- 1987 - 1988 :  Excelsior Bruxelles (Division 4)
- 1988 - 1995 :  Racing Malines (Division 1)
- 1995 - 1996 :  Charleroi (Division1)
- 1996 - 1998 :  PSG Paris (Pro A)
- 1998 - 2002 :  Real Madrid (Liga ACB)
- 2002 - 2004 :  Girone (Liga ACB)
- 2004 - 2005 :  Girone (Liga ACB)

puis  Panellinios (ESAKE)
- 2005 - 2007 :  Royal Atomia Bruxelles (Division 1)
- 2007 - 2009 :  Excelsior Bruxelles (Division 3)
- 2009 - 2010 :  Excelsior Bruxelles (Division 2)
- 2010 - 2012:  Kangourous Boom (Division 2)

## Palmarès

### En club
|  |  | RC Malines Championnat de Belgique - Champion : 1989, 1990, 1991, 1992, 1993, 1994 Coupe de Belgique - Vainqueur : 1990, 1993, 1994 Supercoupe de Belgique (en) - Vainqueur : 1990, 1991, 1992, 1993, 1994 - Finaliste : 1989 |  | Spirou Charleroi Championnat de Belgique - Champion : 1996 Coupe de Belgique - Vainqueur : 1996 |  | PSG Racing Championnat de France - Champion : 1997 |  | Real Madrid Championnat d'Espagne - Champion : 2000 - Vice-champion : 2001 Coupe d'Espagne - Finaliste : 2001 |

### Distinctions personnelles
- MVP du Championnat Belge en 1991 et 1992
- Élu Rookie du Championnat belge en 1989